# De Breul (landgoed)
De Breul is een landgoed in de Nederlandse gemeente Zeist. Het bestaat uit een landhuis met bijgebouwen en een park.

## Geschiedenis
De naam Breul komt van bruul, "afgepaald gebied".
Het landgoed werd reeds in 1413 vermeld. Johan, heer van Egmond en IJsselstein, beleende toen deze ambachtsheerlijkheid aan Willem, zijn bastaardbroer.
In 1811 kocht de Utrechtse bankier Jan Kol het landgoed. Hij liet het park met de vijver aanleggen in Engelse landschapsstijl, waarschijnlijk naar een ontwerp van J.D. Zocher jr.. De voor de vijver weggegraven aarde werd gebruikt om heuvels in het park aan te leggen.
Het huidige aanzicht van het landhuis dateert uit 1929 en is ontworpen door J.W. Hanrath. Hij breidde het huis uit en restaureerde het geheel. Van 1931 tot 15 mei 1940 woonden hier de bankier en bibliofiel Siegfried Paul Daniel (Paul) May (1868-1940), geldschieter van de handdrukpers De Heuvelpers van S.H. de Roos, en zijn vrouw Rosina Mariane (Rosi) Fuld (ca. 1871-1940). Zij pleegden beiden zelfmoord op 15 mei 1940, daags na de Nederlandse capitulatie, waarna het huis in handen van de bezetter viel. 
Tijdens de oorlog werd het landhuis gebruikt door de bezetter; na de oorlog was er tot 1981 het jongensinternaat De Breul gevestigd, waarna een aantal jaren verhuurd werd aan de School voor Filosofie.

## Huidige functie
In 1993 kocht Stichting Het Utrechts Landschap De Breul. Er zijn nu kantoren in het landhuis gevestigd. Het park is vrij toegankelijk; het huis is gesloten voor bezichtiging.
Het landhuis, het park, de brug (ca. 1900), het koetshuis (ca. 1900), de ijskelder (1894?) en de stenen hekpijlers bij de entree zijn elk rijksmonumenten.